# Atascosa County
Das Atascosa County ist ein County im Bundesstaat Texas der Vereinigten Staaten. Das U.S. Census Bureau hat bei der Volkszählung 2020 eine Einwohnerzahl von 48.981 ermittelt. Der Sitz der County-Verwaltung (County Seat) befindet sich in Jourdanton.

## Geographie
Das County liegt im Südosten von Texas und hat eine Fläche von 3.200 Quadratkilometern, wovon 9 Quadratkilometer Wasserfläche sind. Es grenzt im Uhrzeigersinn an folgende Countys: Bexar County, Wilson County, Karnes County, Live Oak County, McMullen County, La Salle County, Frio County und Medina County.

## Geschichte
Atascosa County wurde am 25. Januar 1856 aus Teilen des Bexar County gebildet mit Navatasco als ersten County-Sitz. Die Verwaltungsorganisation wurde am 4. August des gleichen Jahres beendet. Das County wurde nach dem Atascosa River benannt, dessen Name auf die spanische Bezeichnung für „sumpfig“ zurückgeht.

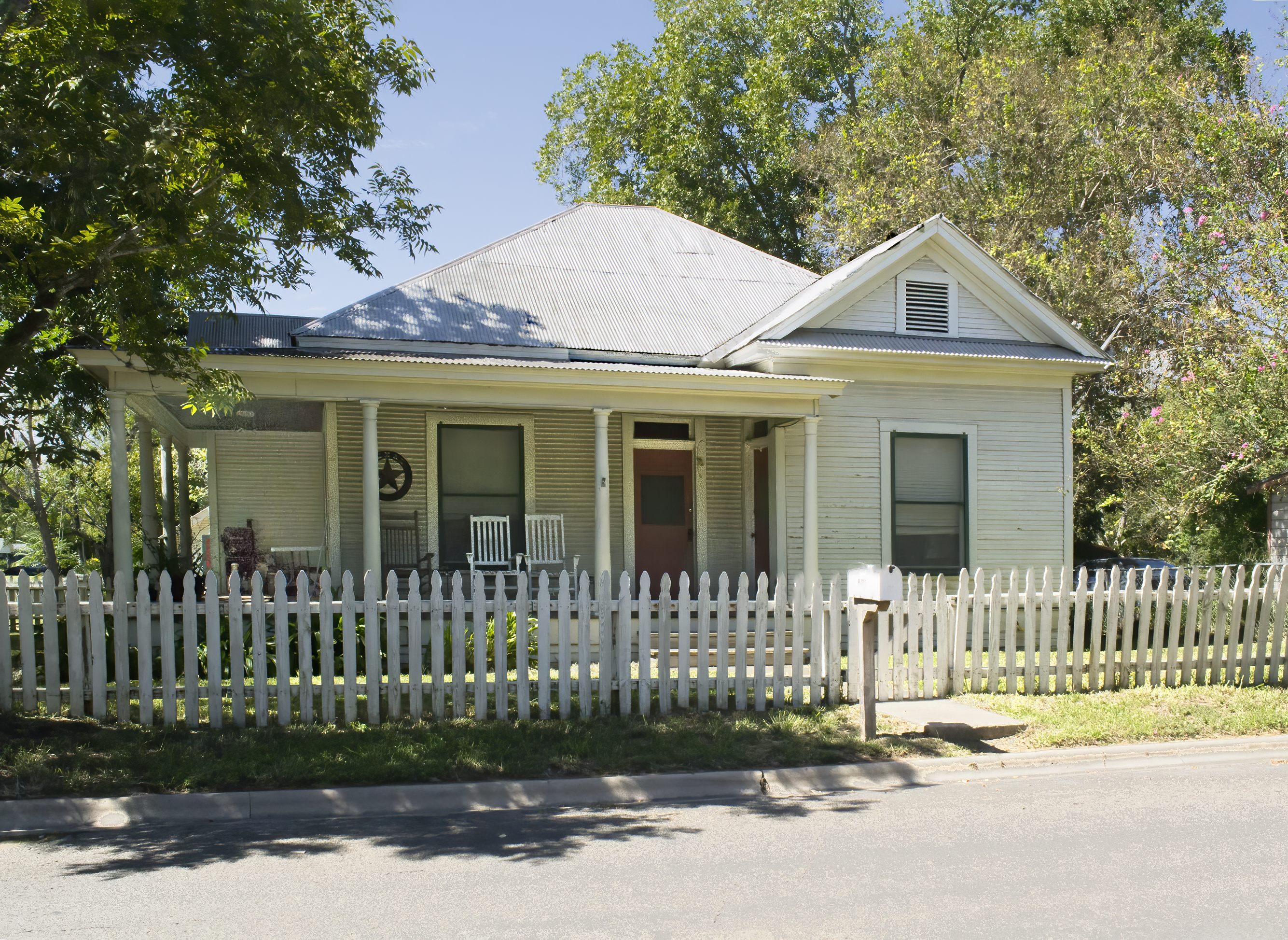
Das Frederick and Sallie Lyons House ist einer von drei Einträgen des Countys im NRHP.

Drei Bauwerke und Stätten sind im National Register of Historic Places (NRHP) eingetragen (Stand 19. September 2018).

## Demografische Daten

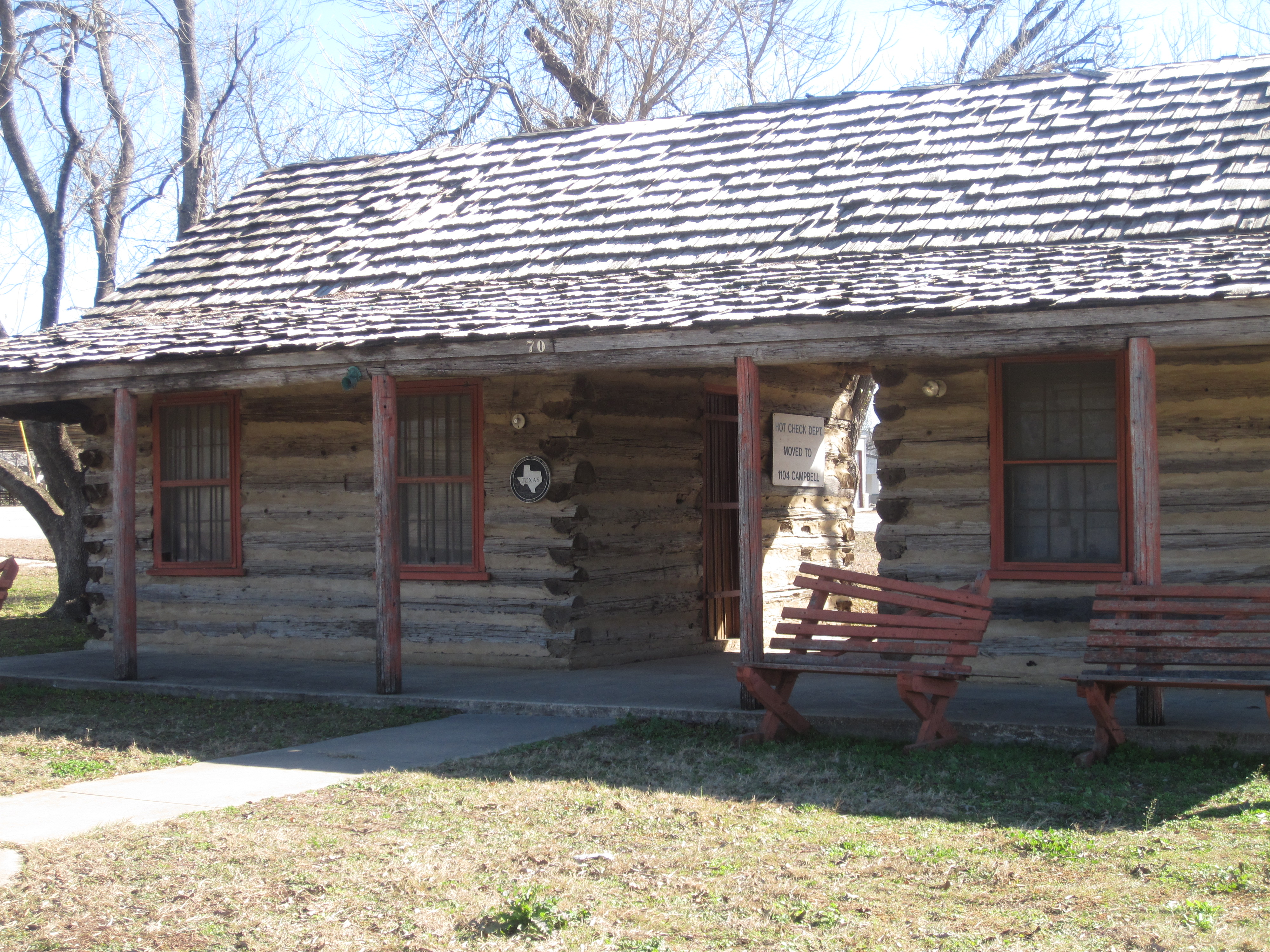
Nachbildung des ersten Atascosa County Courthouse

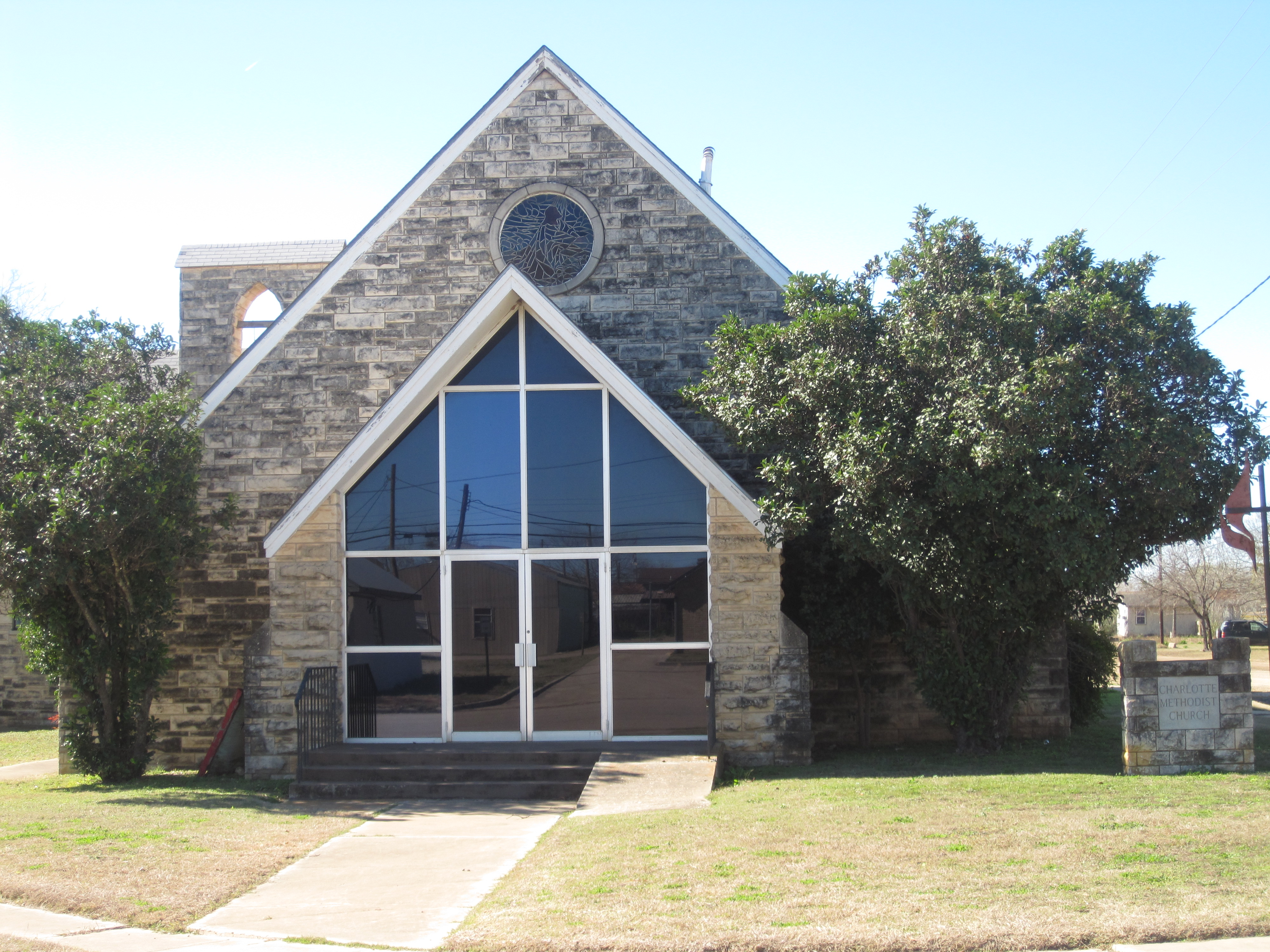
First United Methodist Church in Charlotte

Nach der Volkszählung im Jahr 2000 lebten im Atascosa County 38.628 Menschen in 12.816 Haushalten und 10.022 Familien. Die Bevölkerungsdichte betrug 12 Einwohner pro Quadratkilometer. Ethnisch betrachtet setzte sich die Bevölkerung zusammen aus 73,23 Prozent Weißen, 0,60 Prozent Afroamerikanern, 0,80 Prozent amerikanischen Ureinwohnern, 0,31 Prozent Asiaten, 0,06 Prozent Bewohnern aus dem pazifischen Inselraum und 21,53 Prozent aus anderen ethnischen Gruppen; 3,47 Prozent stammten von zwei oder mehr Ethnien ab. 58,56 Prozent der Einwohner waren spanischer oder lateinamerikanischer Abstammung.
Von den 12.816 Haushalten hatten 41,7 Prozent Kinder oder Jugendliche, die mit ihnen zusammen lebten. 60,3 Prozent waren verheiratete, zusammenlebende Paare 13,0 Prozent waren allein erziehende Mütter und 21,8 Prozent waren keine Familien. 18,9 Prozent waren Singlehaushalte und in 8,7 Prozent lebten Menschen im Alter von 65 Jahren oder darüber. Die durchschnittliche Haushaltsgröße betrug 2,99 und die durchschnittliche Familiengröße betrug 3,41 Personen.
31,7 Prozent der Bevölkerung war unter 18 Jahre alt, 8,9 Prozent zwischen 18 und 24, 27,6 Prozent zwischen 25 und 44, 21,0 Prozent zwischen 45 und 64 und 10,8 Prozent waren 65 Jahre alt oder älter. Das Medianalter betrug 32 Jahre. Auf 100 weibliche Personen kamen 96,6 männliche Personen und auf 100 Frauen im Alter von 18 Jahren oder darüber kamen 94,2 Männer.
Das jährliche Durchschnittseinkommen eines Haushalts betrug 33.081 USD, das Durchschnittseinkommen einer Familie betrug 37.705 USD. Männer hatten ein Durchschnittseinkommen von 27.702 USD, Frauen 18.810 USD. Das Prokopfeinkommen betrug 14.276 USD. 16,1 Prozent der Familien und 20,2 Prozent der Einwohner lebten unterhalb der Armutsgrenze.

## Orte im County
- Campbellton
- Charlotte
- Christine
- Coughran
- Dobrowolski
- Fashing
- Jourdanton
- Lytle
- McCoy
- Peggy
- Pleasanton
- Poteet
- Rossville
- Somerset
- Verdi

## Schutzgebiete und Parks
- Atascosa City Park
- Atascosa Cowboy Recreation Center
- Atascosa River Park
- City Park
- Lyons Park
- Ryan Park